# Drapeau de la province d'Utrecht
Le drapeau de la province d'Utrecht (en néerlandais : vlag van Utrecht) est un drapeau en usage depuis 1952. Il se compose de deux bandes, une blanche et une rouge, avec un canton rouge contenant une croix blanche. Il est ressemblant au drapeau de la Pologne et à un symétrique de celui de Monaco.

## Symbolisme
Le drapeau de la province d'Utrecth est une combinaison de deux autres : les deux couleurs blanc et rouge sont de l'archidiocèse d'Utrecht et la croix blanche sur fond rouge est celui de la principauté d'Utrecht.

## Histoire
Au cours des quinze années qui suivirent la Seconde Guerre mondiale, les provinces néerlandaises se dotèrent d'un drapeau officiel. Plus tôt, en 1938, un drapeau tricolore horizontal rouge blanc jaune avait été utilisé au jubilé des quarante ans de règne de Wilhelmine pour symboliser la province, sans que ce drapeau ait un statut officiel.
En 1951, le Haut Conseil de Noblesse incita la province à adopter un drapeau officiel. L'actuel drapeau fut adopté le 15 janvier 1952.